# Équation des ondes
 (juin 2017).
Si vous disposez d'ouvrages ou d'articles de référence ou si vous connaissez des sites web de qualité traitant du thème abordé ici, merci de compléter l'article en donnant les références utiles à sa vérifiabilité et en les liant à la section « Notes et références ».
Pour les articles homonymes, voir ondes (homonymie) et D'Alembert (homonymie).
L'équation de d'Alembert ou équation des ondes est une équation aux dérivées partielles en physique qui régit la propagation d'une onde. C'est une équation vérifiée par de nombreux phénomènes ondulatoires de la vie courante comme le son ou la lumière.

Cette perturbation de la corde est une onde qui vérifie l'équation de D'Alembert.

## Énoncé
L'équation des ondes se formule : 
avec :
- {\displaystyle \nabla ^{2}} l'opérateur laplacien ;
- {\displaystyle {\vec {\mathrm {E} }}} l'onde vectorielle[N 3];
- {\displaystyle c} une constante, vitesse de propagation de {\displaystyle \mathrm {\vec {E}} } dans le milieu considéré ;

L'utilisation du laplacien permet de s'affranchir du choix d'un système de coordonnées.

En coordonnées cartésiennes, l'équation des ondes devient :
{\displaystyle {\frac {\partial ^{2}{\vec {\mathrm {E} }}}{\partial x^{2}}}+{\frac {\partial ^{2}{\vec {\mathrm {E} }}}{\partial y^{2}}}+{\frac {\partial ^{2}{\vec {\mathrm {E} }}}{\partial z^{2}}}={\frac {1}{c^{2}}}{\frac {\partial ^{2}{\vec {\mathrm {E} }}}{\partial t^{2}}}}
avec :
- {\displaystyle {\frac {\partial ^{2}{\vec {\mathrm {E} }}}{\partial u^{2}}}} l'opérateur de dérivée partielle seconde en {\displaystyle u} appliqué sur {\displaystyle \mathrm {\vec {E}} } ;
- {\displaystyle x}, {\displaystyle y}, {\displaystyle z} les trois variables cartésiennes de l'espace, et {\displaystyle t} celle du temps.

L'équation des ondes s'applique à des fonctions scalaires ou vectorielles, qu'on formalise en champ vectoriel ou champ scalaire. Le champ {\displaystyle {\vec {\mathrm {E} }}} renseigne à la fois sur l'amplitude de l'onde et sa polarisation. Une équation des ondes vectorielle regroupe trois équations des ondes scalaires.

## Histoire

Le scientifique français Jean le Rond d'Alembert, qui a établi l'équation des ondes en une dimension d'espace en 1746.

L'établissement de l'équation des ondes est venu de l’étude des vibrations d'une corde de violon. Afin de pouvoir modéliser ce comportement, les mathématiciens du XVIIe siècle ont appliqué la deuxième loi de Newton à la corde, d'abord vue comme un ensemble fini de masses ponctuelles reliées par des ressorts (dont le comportement est donné par la loi de Hooke établie en 1660), avant d'augmenter le nombre de masses pour se rapprocher de la corde.
En 1727, Jean Bernoulli reprend l'expérience de la corde de violon et constate que ses vibrations forment une sinusoïde et que la variation de son amplitude en un point forme également une courbe sinusoïdale, mettant ainsi en évidence les modes. En 1746, Jean Le Rond d'Alembert reprend le modèle des masses ponctuelles liées par des ressorts et établit uniquement à partir des équations que les vibrations de la corde dépendent à la fois de l'espace et du temps.

## Exemples en dimension 1

### Ressort
Pour un système masses-ressorts passé à la limite continue, de constante de raideur totale {\displaystyle k}, de longueur totale {\displaystyle L} et de masse totale {\displaystyle m}, la fonction de déplacement {\displaystyle u(x,t)} vérifie :

### Corde
Pour une corde sans raideur de longueur {\displaystyle L}, de masse {\displaystyle m} sous la tension {\displaystyle T}, et avec l'hypothèse de petites déformations, l'élongation {\displaystyle Y} vérifie :
L'énergie {\displaystyle E=TL} d'application de la tension {\displaystyle T} sur la longueur {\displaystyle L} vérifie {\displaystyle E=mc^{2}}.

### Câble coaxial
Pour un câble coaxial de capacité linéique {\displaystyle \Gamma } et d'inductance linéique {\displaystyle \Lambda }, l'intensité {\displaystyle I} et la tension {\displaystyle U} vérifient toutes deux : 

### Barreau élastique
Pour un barreau élastique de module de Young {\displaystyle E}, de volume {\displaystyle V} et de masse {\displaystyle m}, l'allongement {\displaystyle \epsilon } vérifie :

## Résolution

### En dimension 1
En dimension 1 d'espace, l'équation des ondes se simplifie en,, : 
La solution générale de cette équation est alors la somme de deux fonctions indépendantes :
{\displaystyle U(x,t)=F(x-ct)+G(x+ct)}
{\displaystyle F} est une onde nommée progressive, car elle se propage dans le sens des {\displaystyle x} croissants, tandis que {\displaystyle G} est nommée régressive car se propageant dans le sens des {\displaystyle x} décroissants. Lorsqu'on suit des yeux la perturbation, par exemple le haut d'une sinusoïdale, on observe en fait un point de phase constante, c'est-à-dire au point tel que {\displaystyle \phi =x-ct} soit constante, dans le cas de l'onde progressive. Comme le temps avance, {\displaystyle t} croit, et {\displaystyle x} doit alors croître à son tour pour maintenir {\displaystyle \phi } constante. L'onde semble alors avancer dans le sens des {\displaystyle x} croissants.
Il est possible de montrer que {\displaystyle c} représente la vitesse de propagation de l'onde en cherchant une solution progressive de type {\displaystyle y(x-vt)}. On obtient alors {\displaystyle v^{2}=c^{2}}, le signe de {\displaystyle v} dépendant du sens de propagation de l'onde.

### En dimension 3
Dans le cas d'une onde scalaire dans un milieu homogène, il convient de travailler en coordonnées sphériques pour résoudre l'équation des ondes :
{\displaystyle {\frac {1}{c^{2}}}{\frac {\partial ^{2}u}{\partial t^{2}}}={\frac {\partial ^{2}u}{\partial r^{2}}}+{\frac {2}{r}}{\frac {\partial u}{\partial r}}.}
En réécrivant l'équation sous la forme :
{\displaystyle {\frac {1}{c^{2}}}{\frac {\partial ^{2}(ru)}{\partial t^{2}}}-{\frac {\partial ^{2}(ru)}{\partial r^{2}}}=0,}
il vient, en reprenant les calculs faits sur le problème 1D, que la solution s'écrit sous la forme :
{\displaystyle u(r,t)={\frac {1}{r}}F(r-ct)+{\frac {1}{r}}G(r+ct),}
où F et G sont des fonctions arbitraires.
Il apparaît ainsi que les solutions sont des ondes sphériques, se propageant ou se rapprochant du point d'origine du repère, considéré comme un point source, où les ondes sont singulières tandis qu'elles s'éloignent avec une amplitude décroissante en 1⁄r.

## Conservation de l'énergie
Si {\displaystyle u} est une solution de l'équation des ondes alors l'énergie
{\displaystyle E(u(t))={\frac {1}{2}}\int _{\mathbb {R} ^{N}}\left|{\frac {\partial u}{\partial t}}(t,x)\right|^{2}\mathrm {d} x+{\frac {c^{2}}{2}}\int _{\mathbb {R} ^{N}}\left|\nabla u(t,x)\right|^{2}\mathrm {d} x}
est conservée au cours du temps. Ici on a noté {\displaystyle N} la dimension d'espace et 
{\displaystyle \left|\nabla u(t,x)\right|^{2}=\sum _{j=1}^{N}\left|{\frac {\partial u}{\partial x_{j}}}(t,x)\right|^{2}.}

## Équation dans un domaine borné avec condition au bord
On peut également considérer l'équation des ondes dans un domaine de l'espace {\displaystyle D} :
{\displaystyle \square u(t,x)=0\quad t\in \mathbb {R} ,\quad x\in D}
avec comme condition aux limites, par exemple :
{\displaystyle u(t,x)=0,\quad t\in \mathbb {R} ,\quad x\in \partial D}
(condition aux limites de Dirichlet) où {\displaystyle \partial D} est le bord du domaine {\displaystyle D}, ou
{\displaystyle \partial _{\nu }u(t,x)=0,\quad t\in \mathbb {R} ,\quad x\in \partial D}
(condition aux limites de Neumann) où {\displaystyle \partial _{\nu }} est la dérivée normale extérieure au bord {\displaystyle \partial D}.